# Hôtel Denis-Dupont
L'hôtel Denis-Dupont est un hôtel particulier classé comme monument historique, situé à Blois (Loir-et-Cher).

## Localisation
L'hôtel Denis-Dupont se trouve au no 2 de la rue Saint-Honoré à Blois, dans la région Centre-Val de Loire, en France.
L'édifice est par conséquent voisin de l'hôtel d'Alluye.

## Historique
Construit au début XVIe siècle, cet édifice était la propriété de Denis Dupont, un juriste rédacteur de la coutume de Blois. L'hôtel témoigne de l'importance de la Renaissance dans son décor, inspiré notamment de l'aile François Ier du château de Blois.

## Architecture
L'hôtel Denis-Dupont se distingue par son architecture Renaissance, avec des façades ornées et un escalier principal remarquable. L'édifice a conservé une petite cour intérieure où se trouve cet escalier, ainsi que des éléments sculpturaux représentant des symboles chrétiens, des animaux et des motifs décoratifs.

## Patrimonialité

### Protection et label
Classé monument historique depuis le 10 avril 1931, l'hôtel Denis-Dupont est protégé pour la totalité de ses façades sur cour intérieure, son escalier et les toitures correspondantes, ainsi que pour les baies comportant des menuiseries datant du XVIe siècle. Cette mesure atteste de l'intérêt patrimonial de cet édifice de la Renaissance.

### Statut juridique
Malgré sa valeur historique, l'hôtel Denis-Dupont reste une propriété privée, témoignant de l'importance de la préservation du patrimoine architectural privé au sein du tissu urbain de Blois.